# Distretto di José Manuel Quiroz
Il distretto di José Manuel Quiroz è uno dei sette distretti  della provincia di San Marcos, in Perù. Si trova nella regione di Cajamarca e si estende su una superficie di 115,42 chilometri quadrati.

Istituito l'11 dicembre 1982, ha per capitale la città di Shirac; al censimento 2005 contava 4.116 abitanti.